# Damien Hobgood
Damien Hobgood (Flórida, 6 de julho de 1979) é um surfista profissional norte-americano. Seu apodo no mundo do surf é Damo, e é irmão de CJ Hobgood, também surfista profissional e campeão do mundo do ASP World Tour em 2001.

## Carreira profissional
Damien participou em diversos campeonatos juvenis, como os campeonatos da NSSA (National Scholastic Surfing Association) ou os Mundiais Junior, onde terminou terceiro e ganhou o campeonato da costa este. Debutó no ASP World Tour em 2000, onde foi nomeado "Novato do Ano" (Rookie of the Year). Tanto ele, como seu irmão, foram os primeiros irmãos em terminar no ano no top 10.
Em 2004 ganhou o campeonato de Fiyi, mas no seguinte evento, em Tahití, se dislocó seu ombro na final em frente a Kelly Slater. Em 2006 voltou a ganhar em Fiji. Damien Hobgood tem passado à história por ser o surfista que maior pontuação tem conseguido nunca numa final (19.90 de 20) no Quiksilver Pro Fiji de 2004.
Actualmente leva acumulados 614.450 dólares em prêmios do ASP World Tour.

## Vitórias
A seguir, o desmembre, de suas vitórias nos eventos da cada ano:
- 2007

-Billabong Pro Teahupoo, Teahupoo - Tahiti
- 2006

- Globe WCT Fiji, Tavarua - Fiji
- 2005

- Nova Schin Festival, Florianópolis - Brasil
- 2004

- Quiksilver Pro Fiji, Tavarua - Fiyi